# Tinea messalina
Tinea messalina is een vlinder uit de familie echte motten (Tineidae). De wetenschappelijke naam van de soort werd in 1979 gepubliceerd door Gaden Sutherland Robinson.
De soort komt voor in de landen rond de Middellandse Zee en is daarnaast bekand uit Jemen.